# Discworld II: Missing presumed…!?
Discworld II: Missing Presumed…!? — второй графический квест от компании Perfect Entertainment по мотивам книг о Плоском мире Терри Пратчетта. Игра была издана на двух компакт-дисках компанией «Psygnosis» в 1996 году. В Северной Америке игра вышла под названием «Discworld II: Mortality Bytes!».
В игре использована рисованная графика и анимация, присутствует полный звук и простой интерфейс.
Игроку предстоит управлять Ринсвиндом — волшебник на этот раз должен напомнить Смерти о его обязанностях. Если Смерть не вернётся к своей работе, весь город заполнится живыми мертвецами…
Сюжет заимствован из нескольких книг Пратчетта таких, как «Мрачный Жнец», «Движущиеся картинки» и «Дамы и господа».